# Julian Hall
Julian Zakrzewski Hall (ur. 24 marca 2008 w Nowym Jorku) – amerykański piłkarz pochodzenia polskiego występujący na pozycji napastnika, od 2023 roku zawodnik New York Red Bulls.
Ma polskie pochodzenie ze strony matki.